# Ian Hallam
Ian Hallam (Basford, 24 de noviembre de 1948) es un deportista británico que compitió en ciclismo en la modalidad de pista, especialista en las pruebas de persecución.
Participó en tres Juegos Olímpicos de Verano, entre los años 1968 y 1976, obteniendo en total dos medallas de bronce, ambas en la prueba de persecución por equipos, en Múnich 1972 junto con Michael Bennett, Ronald Keeble y William Moore, y en Montreal 1976 con Ian Banbury, Michael Bennett y Robin Croker.
Ganó dos medallas de plata en el Campeonato Mundial de Ciclismo en Pista, en los años 1970 y 1973.

## Medallero internacional
| Juegos Olímpicos   | Juegos Olímpicos         | Juegos Olímpicos  | Juegos Olímpicos            |
| Año                | Lugar                    | Medalla           | Competición                 |
| ------------------ | ------------------------ | ----------------- | --------------------------- |
| 1972               | Múnich ( RFA)            | Medalla de bronce | Persecución por equipos     |
| 1976               | Montreal ( Canadá)       | Medalla de bronce | Persecución por equipos     |
| Campeonato Mundial |                          |                   |                             |
| Año                | Lugar                    | Medalla           | Competición                 |
| 1970               | Leicester ( Reino Unido) | Medalla de plata  | Persecución individual (A)  |
| 1973               | San Sebastián ( España)  | Medalla de plata  | Persecución por equipos (A) |